# Robert Esnault-Pelterie
Robert Albert Charles Esnault-Pelterie (n. 8 noiembrie 1881, Paris, Île-de-France, Franța – d. 6 decembrie 1957, Paris, Franța) a fost un proiectant de aeronave francez din perioada de pionierat și teoretician al zborului spațial.

## Biografie
S-a născut pe 8 noiembrie 1881 la Paris în familia unui industriaș din domeniul textilelor. El a fost educat la Facultatea de Științe, studiind ingineria la Sorbona.
El a luptat în Primul Război Mondial și a fost decorat cu Legiunea de Onoare în grad de Ofițer.
În noiembrie 1928, în timp ce se afla la bordul navei Ile de France, cu care naviga către New York, s-a căsătorit cu Carmen Bernaldo de Quirós, fiica lui Don Antonio și Yvonne Cabarrus, și nepoata generalului marchiz de Santiago, Grande al Spaniei, Șef al Casei Militare a reginei Isabela a II-a.
A murit pe 6 decembrie 1957 în Geneva.

## Experimente de zbor
Primele sale experimente în domeniul aviației s-au bazat pe planorul fraților Wright din 1902. Primul său planor a fost testat pe o plajă din apropiere de Calais, dar nu a avut succes. Planorul său s-a bazat pe o înțelegere incompletă a planorului Wright și, deși a folosit o versiune de aripă încovoiată pe care frații Wright au folosit-o pentru a controla aeronavele, ea nu a funcționat corect și a fost abandonată, deoarece el a considerat că este periculoasă. După ce a respins abordarea fraților Wright, el a dezvoltat conceptul de eleron, montând o astfel de pereche în fața aripilor.

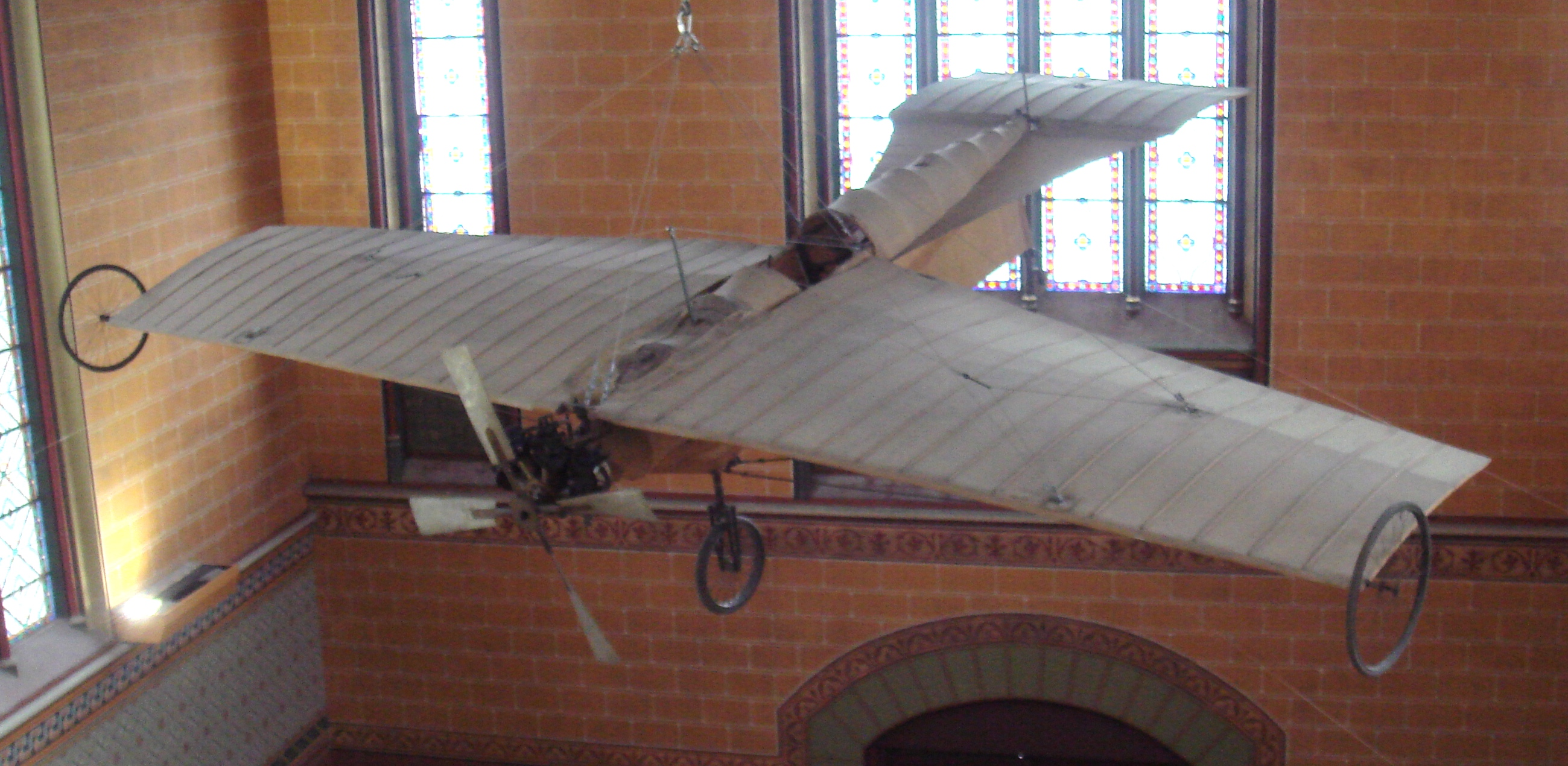
Aeroplanul Esnault-Pelterie 1908.

În 1906 el a început primele sale experimente în zborul tractat. Pe 19 septembrie 1906 a zburat 500 m. El a făcut primul său zbor cu propulsie pe 10 octombrie 1907, pe o distanță de 100 m cu Pelterie I (sau R.E.P. I). Această aeronavă avea un motor cu șapte cilindri de 30 CP, ce era răcit cu aer, după un design propriu.

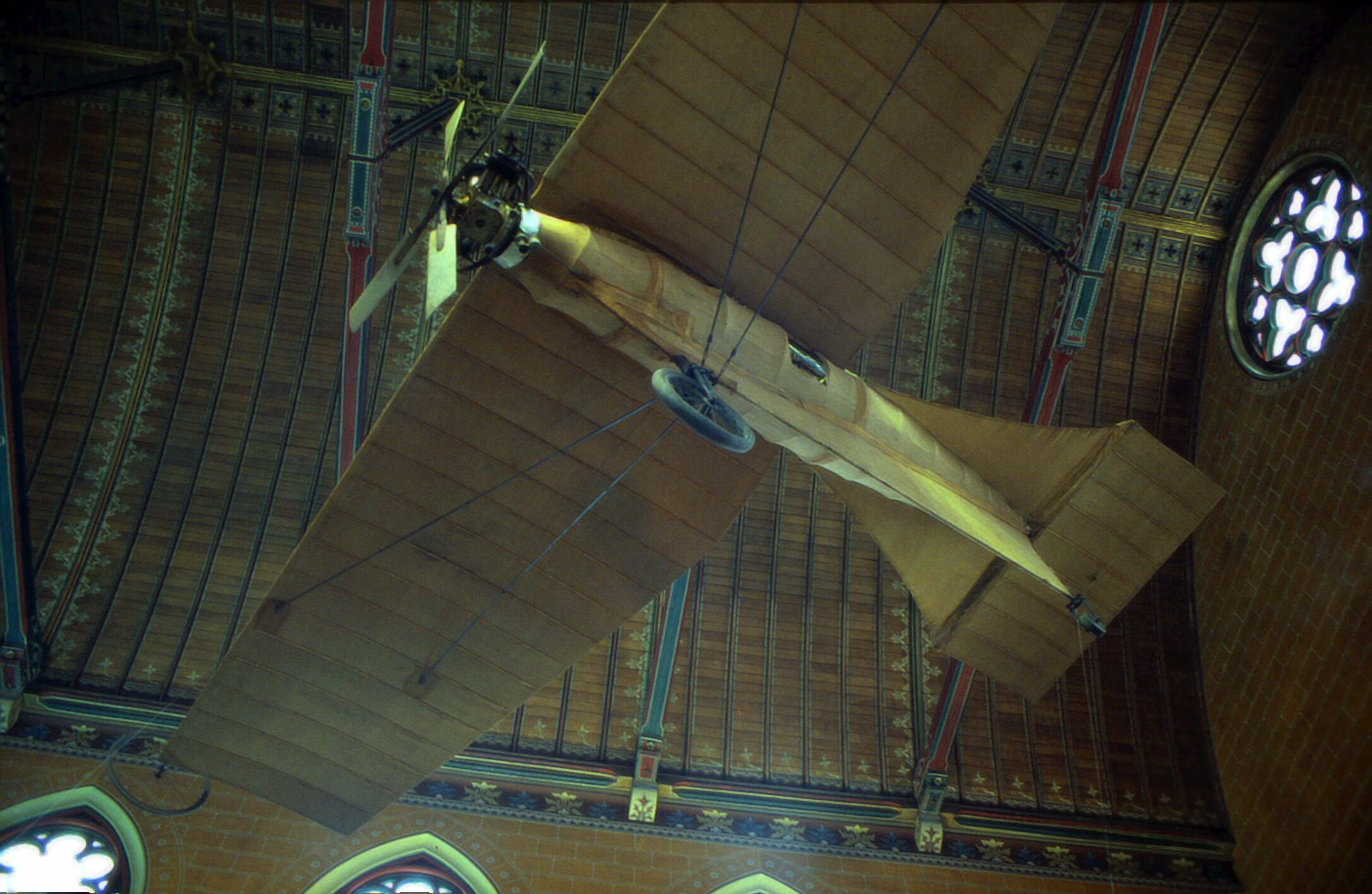
Avionul Esnault-Pelterie, 1908

Încercările monoplanului Pelterie II au început pe 8 iunie 1908. Acest avion a stabilit un record de zbor de 1.200 m de zbor, ajungând la o altitudine de 30 m. După ce o versiune modificată a acestui avion a zburat pentru ultima oară în 1909, la Reims, Pelterie a încetat să mai zboare și s-a axat pe proiectarea și fabricarea de aeronave.
Vickers R. E. P. Type Monoplan s-a bazat pe proiectele lui și a marcat începerea producției de aeronave la Vickers Limited.

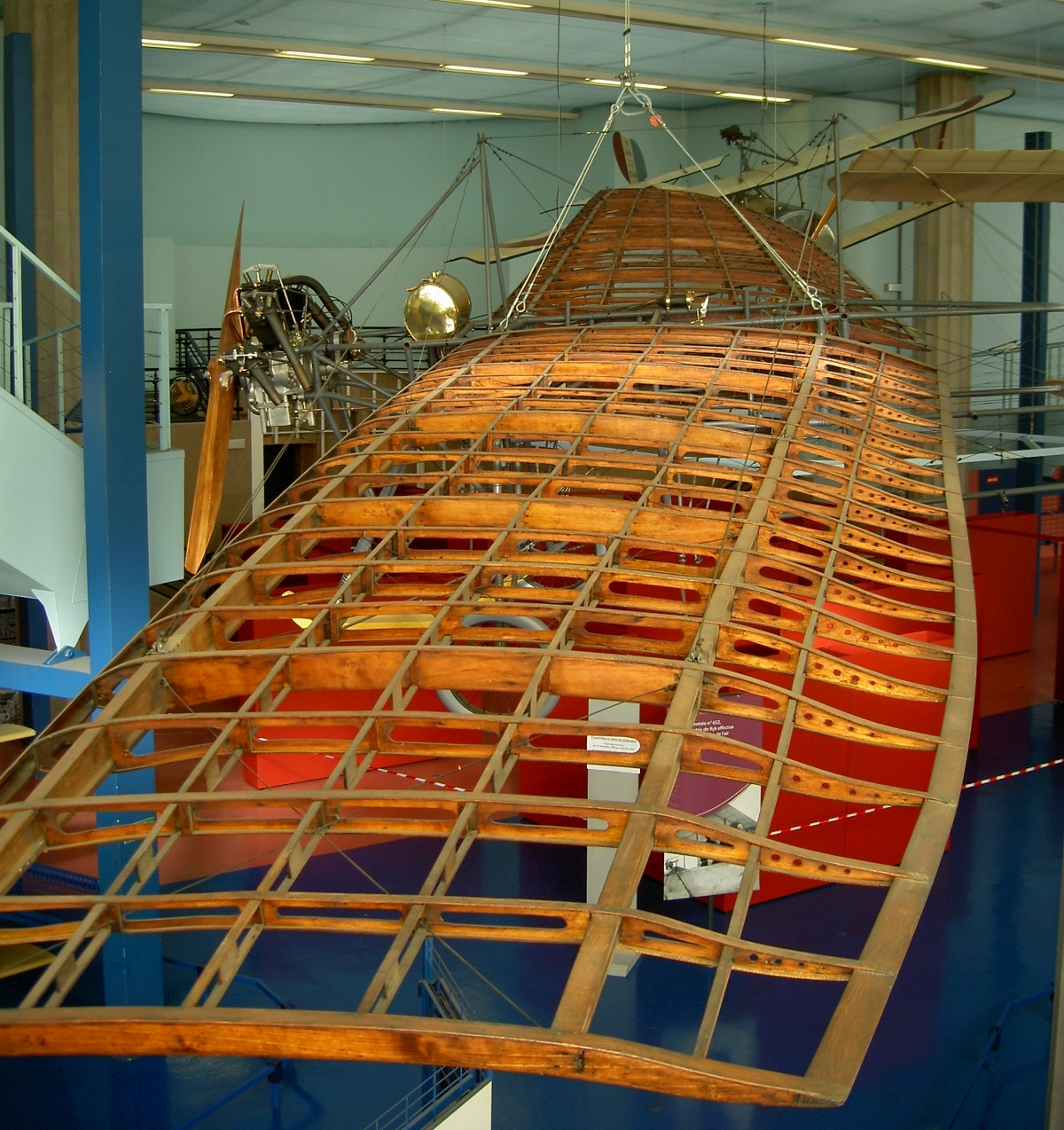
Structura aripii de la monoplanul R. E.P. Type D, 1911.

Familia sa a investit masiv pentru a finanța modelele sale de aeronave, iar acest lucru aproape că a adus-o la ruină. Cu toate acestea, el a fost inventatorul controlului zborului prin joystick și a obținut un brevet. După război, el a fost implicat în litigii cu privire la brevetul inventării joystick-ului. Multe avioane construite în timpul războiului au folosit acest design și companiile producătoare de aeronave îi datorau drepturi de autor. Despăgubirile pe care le-a obținut și redevențele ulterioare l-au făcut un om bogat. Acest lucru, de asemenea, i-a permis să ramburseze investițiile substanțiale ale tatălui său.

## Proiectarea de rachete
El a devenit interesat de călătoriile în spațiu și, neștiind de activitatea lui Țiolkovski din 1903, a propus în 1913 un proiect care prezenta ecuația rachetei și calcula energia necesară pentru a ajunge pe Lună și pe planetele apropiate. În acest studiu, el a propus utilizarea energiei atomice, folosind 400 kg de radiu pentru a propulsa un vehicul interplanetar. Activitatea sa a culminat cu lucrarea L'Astronautique, publicată în 1930. O versiune ulterioară publicată în 1934 conținea detalii cu privire la călătoria interplanetară și la aplicațiile energiei nucleare.
Pe 8 iunie 1927, Robert a organizat un simpozion pentru Societatea Astronautică Franceză intitulat L'exploration par fusées de la très haute atmosphère et la possibilité des voyages interplanétaires, cu privire la explorarea spațiului cosmic, folosind rachete de propulsie. Jean-Jacques Barre a participat la această conferință și a dezvoltat o corespondență cu Esnault-Pelterie pe tema construirii de rachete.
În 1929 Robert a propus ideea folosirii de rachete balistice pentru bombardamentele militare. Până în 1930, Robert și Jean-Jacques au convins Ministerul de Război francez să finanțeze un studiu de concept. În 1931, cei doi au început să experimenteze diferite tipuri de sisteme de propulsie pentru rachete, inclusiv combustibilii lichizi. În același an, el a realizat o demonstrație cu un motor de rachetă alimentat cu benzină și oxigen lichid. În timpul unui experiment cu un model de rachetă ce folosea tetra-nitrometan și-a pierdut trei degete de la mâna lui dreaptă într-o explozie. Din păcate, activitatea lor nu a atras un interes ridicat față de rachete în Franța.

## Moștenire
Printre interesele sale au fost călăria, golful, campingul și conducerea automobilelor. În timpul vieții sale el a obținut aproximativ 120 de brevete de invenții într-un număr mare de domenii, de la metalurgie la suspensia automobilelor. El a fost inventatorul conducerii aeronavelor prin joystick, al motoarelor radiale și al unui tip nou de pompă de combustibil. De asemenea, el a dezvoltat ideea manevrării rachetei prin tracțiune vectorială.

## Scrieri
- L'Astronautique, Paris, A. Lahure, 1930.
- L'Astronautique-Complément, Paris, Société des Ingénieurs Civils de France, 1935.

## Onoruri
- Membru al Academiei Franceze.
- Craterul Esnault-Pelterie de pe Lună este numit după el.

## Legături externe
- The Pioneers: Robert Esnault-Pelterie Arhivat în 14 martie 2012, la Wayback Machine.
- Robert Esnault-Pelterie Arhivat în 16 martie 2006, la Wayback Machine.

## Vezi și
- Wernher von Braun
- Robert H. Goddard
- Serghei Koroliov
- Elon Musk
- Hermann Oberth
- Konstantin Țiolkovski